# Srđan Mijailović
Srđan Mijailović, cyr. Срђан Мијаиловић (ur. 10 listopada 1993 w Požedze) – serbski piłkarz występujący na pozycji pomocnika. Od 2022 jest zawodnikiem klubu Crvena zvezda.